# Lestijärvi
Lestijärvi is een gemeente in de Finse provincie West-Finland en in de Finse regio Centraal-Österbotten. De gemeente heeft een landoppervlakte van 480,02 km² en telt 695 inwoners (2022).
Halsua · Kannus · Kaustinen · Kokkola · Lestijärvi · Perho · Toholampi · Veteli
Voormalige gemeenten:
Himanka · Kaarlela · Kälviä · Lohtaja · Ullava · Öja